# Église des Saints-Archanges de Popšica
Pour les articles homonymes, voir Église des Saints-Archanges (homonymie).
L'église des Saints-Archanges de Popšica (en serbe cyrillique : Црква Св. Арханђела у Попшици ; en serbe latin : Crkva Sv. Arhanđela u Popšici) est une église orthodoxe serbe serbe située à Popšica, dans la municipalité de Svrljig et dans le district de Nišava en Serbie. Elle est inscrite sur la liste des monuments culturels protégés de la république de Serbie (no SK 776),,. 